# Corso de Corsos
El Corso de Corsos, también llamado Carnaval de la Concordia, es la celebración más importante del Carnaval en la ciudad de Cochabamba, en Bolivia.
El Corso de Corsos suele celebrarse una semana después del Carnaval de Oruro, siendo la última fiesta de Carnaval de todo el país. En él participan fraternidades folklóricas, instituciones públicas y privadas y unidades militares. A diferencia de otras entradas de Carnaval en el país, en Cochabamba participan los conscriptos de cuarteles militares con carros alegóricos y atuendos coordinados .Se suman también fraternidades tanto de Cochabamba como del resto del país, incluidas algunas que participan en Oruro una semana antes.

## Historia
Según el historiador Gustavo Rodríguez Ostria, Carnestolendas se festejaba en Cochabamba por las clases populares desde el siglo XVIII. Sin embargo, en el siglo XIX, luego de la derrota en la guerra del Pacífico, la élite cochabambina desdeñó todas las fiestas populares, pues atribuía la derrota en la contienda a que Bolivia no era un "estado moderno".[cita requerida] En ese sentido, se decidió "oficializar" el Carnaval, dándole aires europeos. Es así que en 1887 las élites desfilaron por las ciudades con atuendos a la europea. Un año después, en 1898, se celebró el "Corso de flores" con auspicio de la municipalidad, haciendo protagonistas a las personas de la élite y dejando de lado a quienes hasta hace pocos años habían protagonizado las fiestas en las calles de Cochabamba.
El Carnaval en Cochabamba mantuvo ese aire aristócrata hace la segunda mitad del siglo XX. Sin embargo, llegó debilitado, por lo que en 1974 se creó el Corso de Corsos, gracias a la iniciativa de la Radio Centro. En 1975, los soldados de distintas guarniciones militares del departamento comenzaron a participar, y poco a poco los aires marciales se convirtieron en música carnavalera. En 1979, los caporales San Simón, de la Universidad Mayor de San Simón, participaron por primera vez, folklorizando el Carnaval, el cual actualmente cuenta con la participación de miles de bailarines de danzas folklóricas.
A diferencia del Carnaval de Oruro, el Corso de Corsos no tiene una motivación religiosa, por lo que se considera "la contraparte pagana de la devoción religiosa de la Entrada de Oruro".

## Recorrido
El recorrido del Corso de Corsos suele ser de 4,5 kilómetros, por la siguiente ruta: avenida Heroínas, San Martín, El Prado y Ramón Rivero. 

## Galería

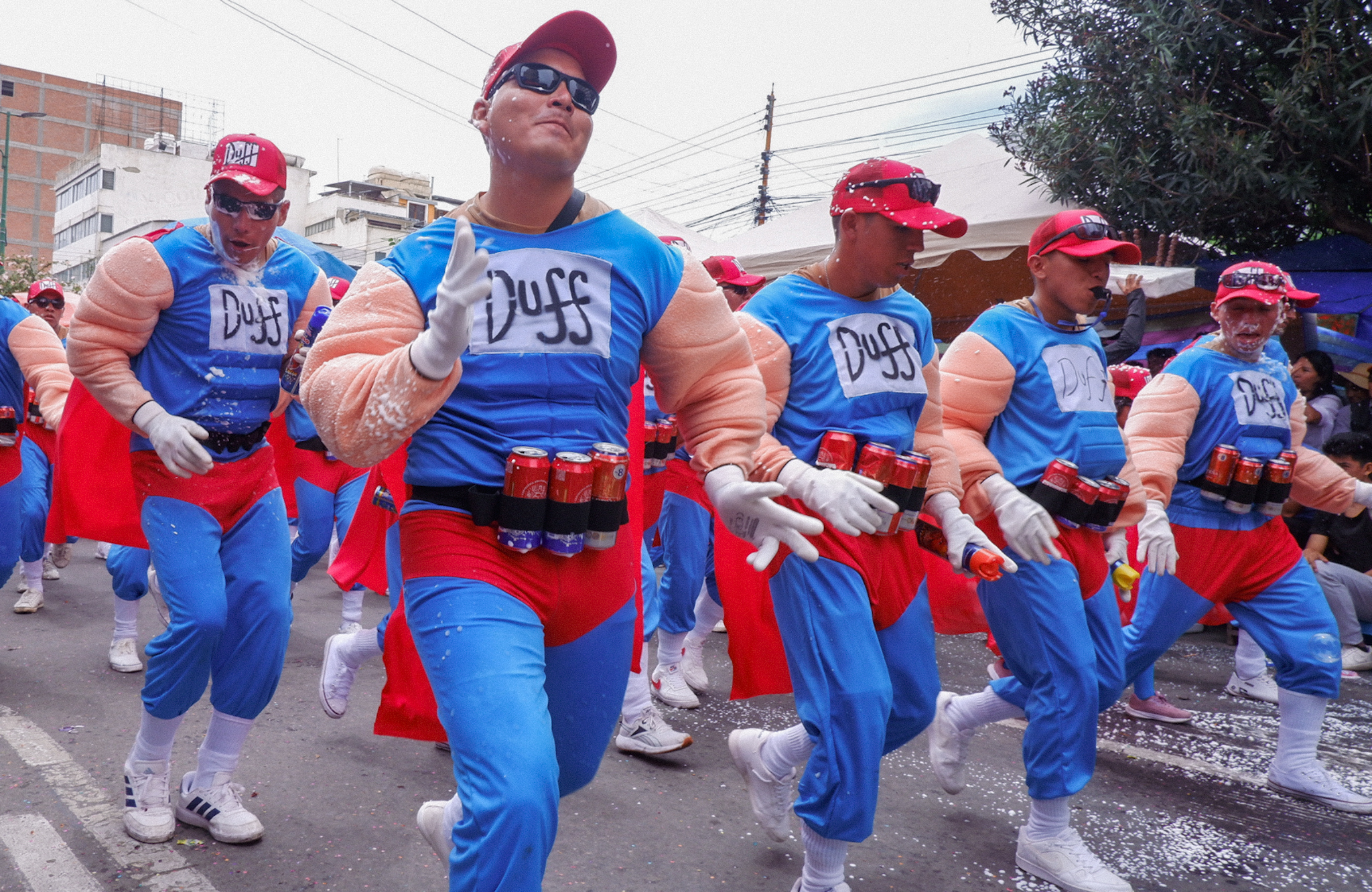
Unidades militares disfrazadas del hombre Duff
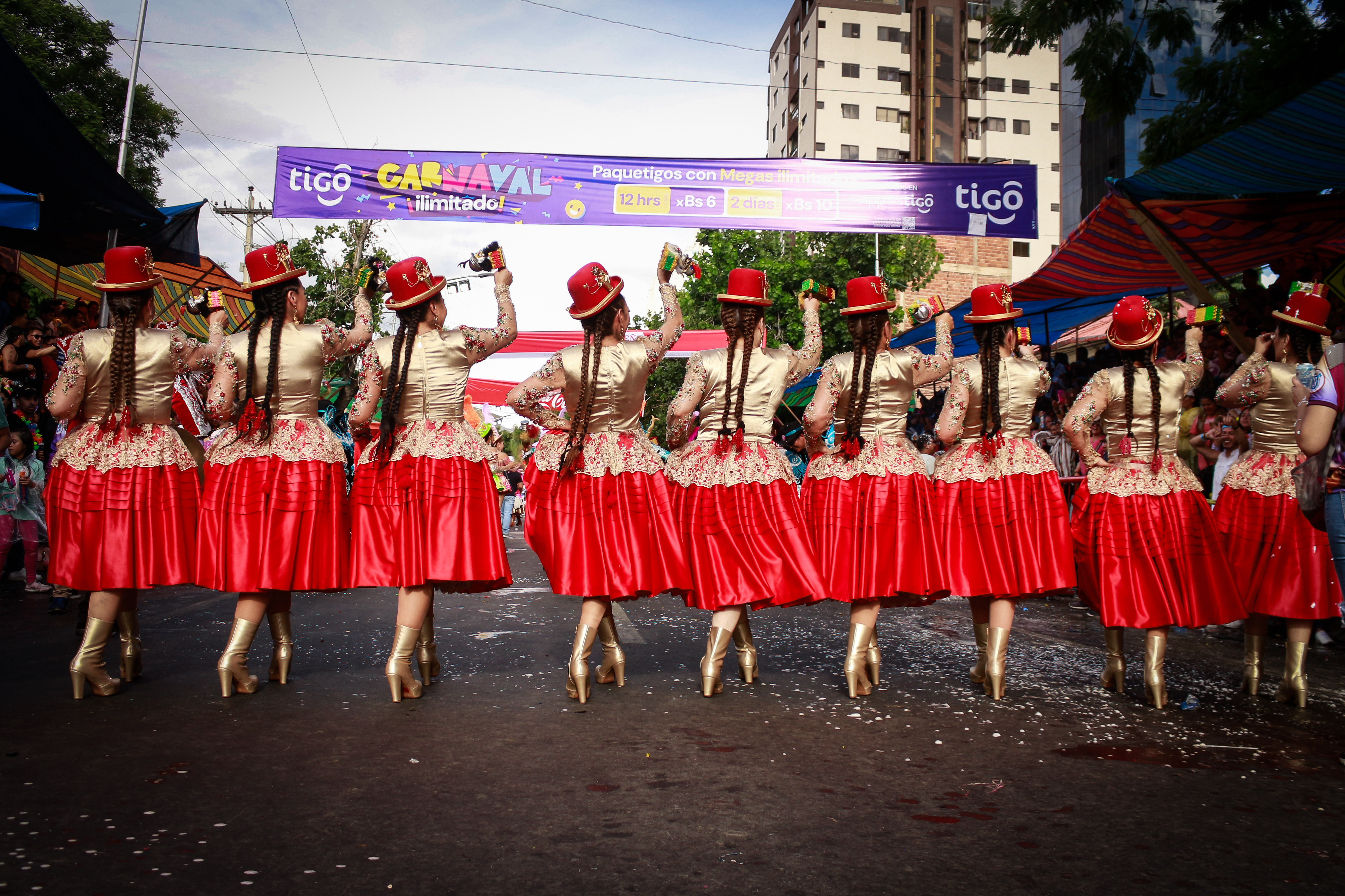
Bailarinas de morenada
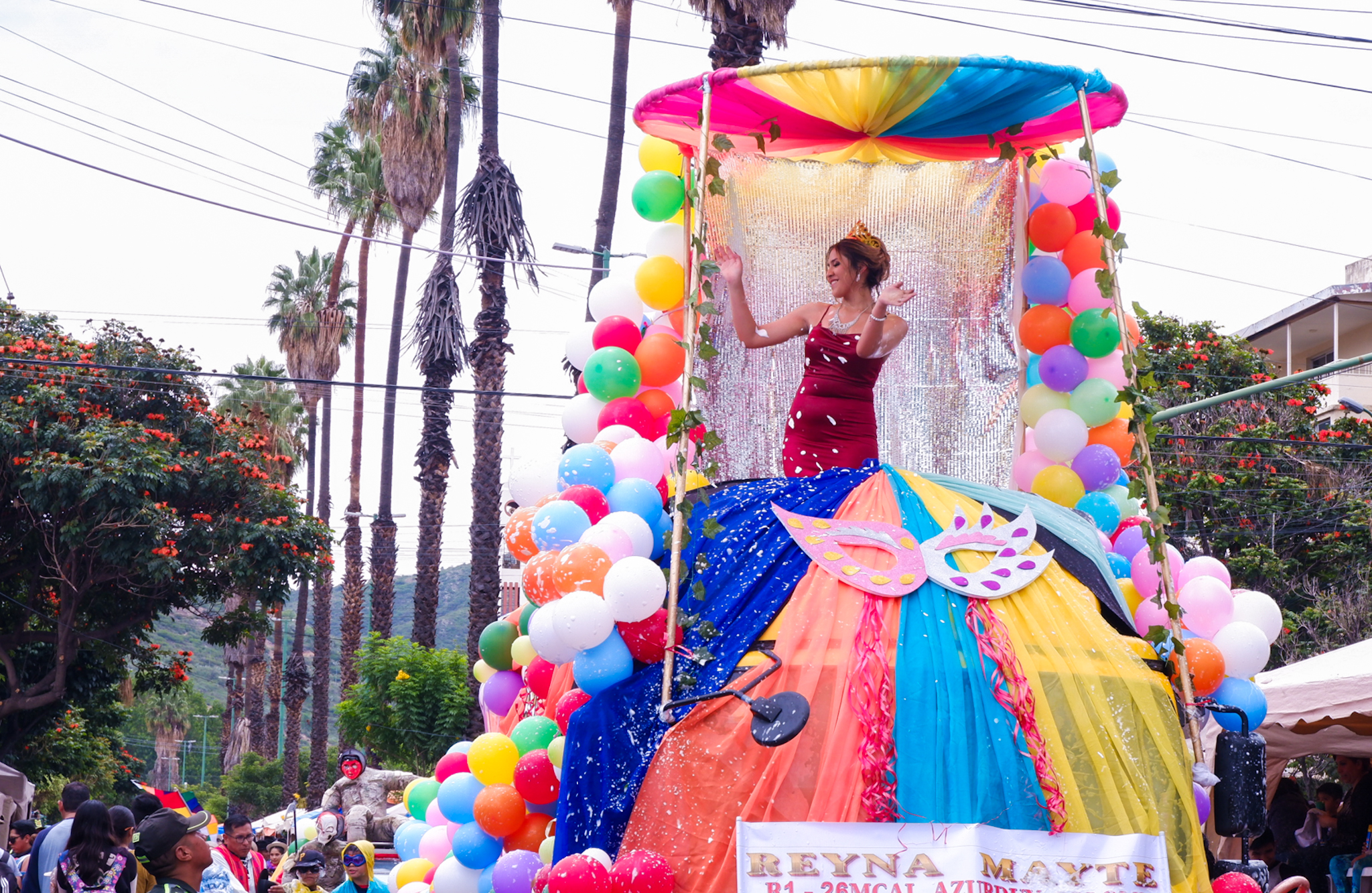
Carro alegórico
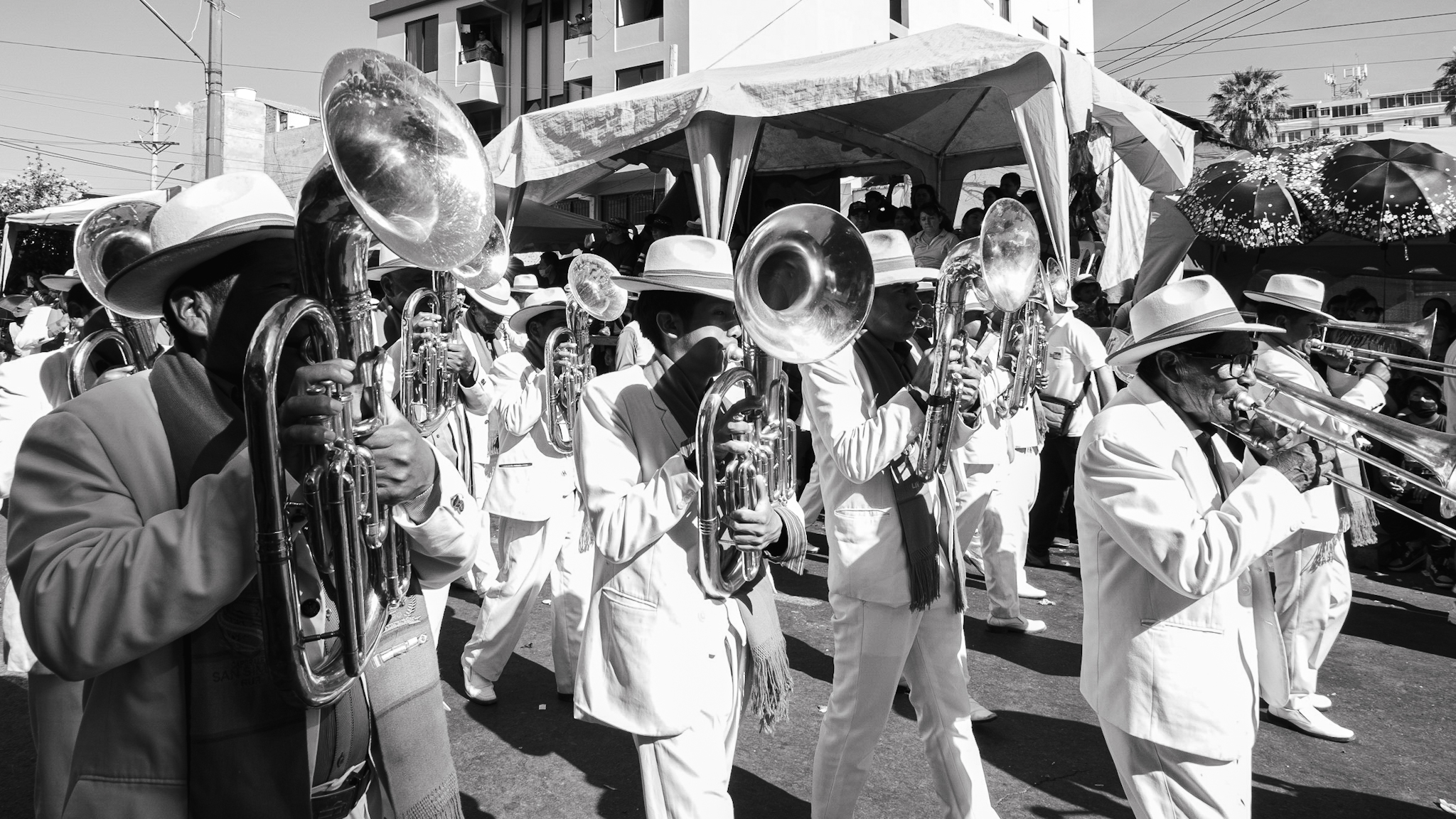
Músicos acompañando a una fraternidad folklórica